# 比爾烏勒德海利法
36°11′N 2°14′E / 36.183°N 2.233°E
比爾烏勒德海利法（阿拉伯语：‎），是位於阿爾及利亞北部艾因迪夫拉省的城鎮，是埃米爾哈立德堡區的首府，面積53平方公里，2008年人口12,846，人口密度每平方公里242人。